# Ómarsson
Ómarsson ist ein männlicher isländischer Name.

## Herkunft und Bedeutung
Der Name ist ein Patronym und bedeutet Ómars Sohn. Die weibliche Entsprechung ist Ómarsdóttir (Ómars Tochter).

## Namensträger
- Elías Már Ómarsson (* 1995), isländischer Fußballspieler
- Ingvar Ómarsson (* 1989), isländischer Radrennfahrer
- Orri Sigurður Ómarsson (* 1995), isländischer Fußballspieler